# Karim Younes
Karim Younes, né le 1er janvier 1948 à Béjaïa (Algérie), est un homme politique et écrivain algérien.
Il est président de l'Assemblée populaire nationale (APN) de juin 2002 à juin 2004.
Il est secrétaire d’État puis ministre de la Formation professionnelle de juin 1997 à mai 2002.
Dans le contexte des manifestations de 2019 en Algérie, il dirige l'Instance nationale de dialogue et de médiation. Il est  médiateur de la République du 17 février 2020 au 18 mai 2021.

## Biographie

### Famille et études
Karim Younes naît le 1er janvier 1948 à Béjaïa, en Algérie, alors départements français. Il est licencié en littérature française de l'université d'Alger en 1978.

### Fonctions politiques
Il est secrétaire d'État puis ministre de la Formation professionnelle de juin 1997 à mai 2002.
En juin 2002, il est élu président de l'Assemblée populaire nationale (APN), la Chambre basse du Parlement algérien. Il démissionne le 8 avril 2004. Il quitte également le FLN.
Karim Younes soutient Ali Benflis, candidat à l'élection présidentielle de 2004. Le 5 avril 2014, il tient un meeting pro-Benflis à Paris,.

### Rôle dans le cadre de la crise politique en Algérie en 2019
Le 18 juillet 2019, le Forum civil pour le changement propose un panel de treize personnes, dont Karim Younes, pour un dialogue avec le pouvoir. Le même mois, Younes devient coordonnateur de ce groupe de personnalités constitué en « panel de dialogue et de médiation » dont l'objectif est de contribuer à la résolution de la crise politique que traverse l'Algérie depuis plusieurs mois. Les autres membres initialement proposés sont Mouloud Hamrouche, Mokdad Sifi, Ahmed Taleb Ibrahimi, Djamila Bouhired, Fatiha Benabou, Nacer Djabi, Mustapha Bouchachi, Islam Benattia, Lyes Merabet, Nafissa Lahrèche, Smaïl Lalmas et Aïcha Zenaï. Younes est alors vivement critiqué par des manifestants qui l'accusent de faire le jeu du pouvoir et d'être à son service, ce qu'il conteste.
Il rappelle alors que le groupe a posé certaines conditions en préalable à tout dialogue avec le pouvoir : libération de manifestants emprisonnés pour avoir porté le drapeau berbère, cessation des violences policières lors des manifestations, liberté d'accès à la capitale les jours de manifestations, plus grande ouverture des médias à  la diversité des opinions, départ du gouvernement alors en place. Cependant, le même jour, Ahmed Gaïd Salah, vice-ministre de la Défense nationale, chef d'état-major de l'Armée nationale populaire (ANP), estime que toute tentative de dialogue doit se dérouler « loin de la méthode imposant des préalables allant jusqu'aux diktats », alors même que le chef de l’État, Abdelkader Bensalah s'était déclaré  disposé à prendre des « mesures d'accompagnement et d'apaisement » après avoir reçu les membres du panel le 25 juillet 2019.
Le 31 août, Karim Younès propose le vote par le Parlement d'une loi portant modification du code électoral et une autre portant création d'une autorité nationale d'organisation des élections. Après avoir renoncé aux mesures d'apaisement, à la charte d'honneur exhortant les candidats à la présidentielle à appliquer les conclusions du panel une fois élus, et à la conférence nationale, la seule exigence du panel reste le départ du gouvernement Bedoui. Par ailleurs, quelques jours plus tard, le panel propose que les candidats aient un diplôme universitaire et que les parrainages d'élus soient supprimés.
Le 8 septembre, Bensalah charge Karim Younes de préparer la mise en place de l'instance d'organisation de
l'élection présidentielle. Les projets de loi sont adoptés le 13 septembre par le Parlement.
Le 17 février 2020, il est nommé médiateur de la République par le président Abdelmadjid Tebboune, assurant ainsi une « fonction de médiation et de recours pour les citoyens en matière de respect des droits et libertés par les administrations, les institutions de l'État, les Collectivités locales, les Etablissements publics et toute instance assurant le Service public ». Il est limogé le 18 mai 2021.

## Écrivain engagé
Karim Younes a publié cinq ouvrages sur l'histoire de l'Algérie et la colonisation française en Algérie : De la Numidie à l’Algérie-Grandeurs et Ruptures (2012), La chute de Grenade ou la nouvelle géographie du monde (2014), Aux portes de l'avenir : Vingt siècles de résistance, Cinquante ans d'indépendance (2014), Les Éperons de la conquête… ou l'impossible oubli (2017),. Dans ce dernier, l'auteur revient sur l'époque coloniale « désastreuse » et la « décivilisation orchestrée par le colon français » contre le peuple algérien.

## Publications
- Les Eperons de la conquête… ou l'impossible oubli, Médias–Index, 2017
- La chute de Grenade ou la nouvelle géographie du monde, CASBAH, 2015
- Aux portes de l'avenir : Vingt siècles de résistance, Cinquante ans d'indépendance, CASBAH, 2014  (ISBN 978-9961649961).
- De la Numidie à l’Algérie-Grandeurs et Ruptures, CASBAH, 2012,  (ISBN 9961644018).